# نيكولا برناردو
نيكولا برناردو (بالبرتغالية: Nicolas Reis‏) هو لاعب كرة قدم برازيلي، ولد في 4 يونيو 1999 في ساو باولو في البرازيل.